# Derogenes crassus
Derogenes crassus är en plattmaskart. Derogenes crassus ingår i släktet Derogenes och familjen Hemiuridae. Inga underarter finns listade i Catalogue of Life.